# 창원기계공업고등학교
창원기계공업고등학교(昌原機械工業高等學校)는 대한민국 경상남도 창원시 성산구 중앙동에 있는 공립 고등학교이다.

## 학교 연혁
- 1976년 12월 28일 : 설립 인가
- 1977년 3월 28일 : 개교(정밀기계과, 전기과 7학급 420명)
- 1991년 4월 22일 : 경상남도 공업계고등학교 기계 공동실습소 개소
- 2005년 7월 25일 : 2005학년도 학급수 51학급 인가
- 2008년 8월 6일 : 학과 개편(6개 학과 17학급)
- 2019년 2월 28일 : 체육관(용지관) 리모델링
- 2019년 3월 1일 : 기숙사(용지마루 재학생) 준공
- 2020년 10월 16일 : 기숙사(청솔마루 운동부) 준공
- 2023년 1월 5일 : 제44회 졸업식(졸업생 322명, 총 졸업생 24,921명)
- 2023년 3월 2일 : 제47회 입학식(342명)
- 2023년 9월 1일 : 제16대 황정호 교장 부임

## 설치 학과
- 컴퓨터응용기계과
- 메카트로닉스과
- 반도체전자과
- 디지털전기과
- 특수산업설비과
- 정밀기계시스템과

## 참고 자료
- 창원기계공업고등학교 - 한국교육학술정보원 학교알리미